# Francesco Guidolin (politico)
Francesco Guidolin (Cartigliano, 24 marzo 1923 – Vicenza, 3 marzo 2016) è stato un sindacalista e politico italiano, esponente della Democrazia Cristiana, europarlamentare dal 1989 al 1994.

## Biografia
Francesco Guidolin ha militato giovanissimo nelle file dell'Azione Cattolica. Nell'immediato dopoguerra è stato insegnante elementare svolgendo nel contempo attività sociale e sindacale volontaria nelle ACLI e nel Libero Sindacato. Nel 1953 si è dedicato a tempo pieno all'attività sindacale della CISL, ricoprendo ruoli di responsabilità a livello provinciale e nazionale.
Sul piano politico-amministrativo è stato prima assessore al comune di Marostica e poi consigliere, assessore regionale e presidente del Consiglio regionale del Veneto. Nella veste di sindacalista prima e di assessore regionale al Personale e alla Sanità poi, ha promosso iniziative a favore delle categorie più deboli, dei più bisognosi ed a sostegno delle comunità terapeutiche per il recupero, la formazione e l'avviamento al lavoro di giovani tossicodipendenti. Dalla costituzione della Regione Veneto, ha operato a Venezia per circa vent'anni.
Dal 1989 al 1994 è stato parlamentare europeo per la lista della Democrazia Cristiana. In tale veste è stato presidente della delegazione per le relazioni con la Norvegia e della delegazione alla commissione parlamentare mista CE-Norvegia; membro della commissione per la protezione dell'ambiente, la sanità pubblica e la tutela dei consumatori, della delegazione di membri del Parlamento europeo all'assemblea paritetica della convenzione tra gli Stati dell'Africa, dei Caraibi e del Pacifico e la CEE (ACP-CEE), della delegazione per le relazioni con la Cecoslovacchia, della commissione per la cultura, la gioventù, l'istruzione e i mezzi di informazione.
È stato confratello dell'Arciconfraternita della Scuola Grande di San Rocco di Venezia. È stato per anni presidente della sezione UNCI di Vicenza.
È zio del saggista e filosofo Roberto Luca.

## Onorificenze
È insignito delle onorificenze di Commendatore e di Grand'Ufficiale dell'Ordine al merito della Repubblica Italiana.